# Peter Kavka (1965)
Peter Kavka (* 15. srpna 1965) je bývalý slovenský fotbalový útočník.

## Fotbalová kariéra
V československé lize hrál za Dukla Banská Bystrica. Nastoupil v 10 ligových utkáních. Ve slovenské národní lize hrál i za Teslu Stropkov.

## Ligová bilance
| Ročník                                      | Zápasy | Góly | Klub                  |
| ------------------------------------------- | ------ | ---- | --------------------- |
| 1. slovenská národní fotbalová liga 1983/84 | 10     | 0    | Tesla Stropkov        |
| 1. slovenská národní fotbalová liga 1985/86 | 10     | 1    | Tesla Stropkov        |
| 1. slovenská národní fotbalová liga 1986/87 | 8      | 0    | Tesla Stropkov        |
| 1. československá fotbalová liga 1988/89    | 10     | 0    | Dukla Banská Bystrica |
| CELKEM 1. liga                              | 10     | 0    |                       |